# Knockout City
Knockout City è un videogioco d'azione sviluppato da Velan Studios e pubblicato da Electronic Arts per PlayStation 4, Xbox Series X/S, Xbox One, Nintendo Switch e Microsoft Windows il 21 maggio 2021 e il 2 novembre per PlayStation 5.
I server del gioco sono stati spenti definitivamente il 6 giugno 2023, tuttavia è ancora disponibile una versione per Windows compatibile con server di committenza privata.

## Modalità di gioco
Knockout City è un videogioco multiplayer competitivo a squadre, le cui meccaniche di gioco ricordano quelle del dodgeball. L'obiettivo del giocatore è quello di attaccare i nemici della squadra avversaria tramite l'uso della palla. Sono presenti diverse tipologie di palle all'interno del gioco, come ad esempio la Moon Ball, che permette al giocatore che detiene la palla di saltare più in alto, oppure la Bomb Ball, una palla bomba che esplode al momento dell'impatto. Il giocatore può a sua volta diventare la palla, che potrà essere lanciata da un compagno di squadra. Per lanciare una palla basta premere un apposito tasto, lo stesso che potrà essere usato per bloccarla; tenendolo premuto, sarà possibile sferrare un colpo caricato, più veloce e difficile da catturare. I lanci andati a segno non dipendono tanto dalla precisione del tiro, quanto sul posizionamento e sulla strategia adottata. I giocatori possono schivare o prendere possesso di una palla che viene gettata su di loro, ed esiste il respawn che avviene quando il giocatore viene colpito da una palla due volte. Col progredire dei progressi nel gioco, si riceveranno degli HoloBucks, la valuta virtuale del gioco, spendibili presso il Brawl Shop per sbloccare vari oggetti cosmetici al proprio personaggio.
Al lancio, il gioco presenta sei diverse modalità e cinque mappe; ognuna di esse, ambientata in una metropoli futuristica chiamata Knockout City, presenta tra le altre cose numerosi pericoli ambientali che possono eliminare il giocatore. Le modalità annunciate comprendono il Team KO (una variante del team deathmatch), il Diamond Dash (in cui i giocatori dovranno raccogliere i diamanti caduti dai nemici sconfitti) e il Ball-Up (una modalità quattro contro quattro in cui il giocatore deve lanciare i propri compagni di squadra per eliminare la squadra avversaria). I giocatori potranno inoltre creare una crew, con un limite massimo di 32 giocatori.

## Sviluppo e pubblicazione
Knockout City è stato sviluppato da Velan Studios, il team di sviluppo di Mario Kart Live: Home Circuit pubblicato nel 2020. Lo studio, composto rispettivamente da 85 dipendenti circa, ha trascorso quattro anni a sviluppare il gioco. Velan Studios ha descritto il suo gioco come un titolo "dodgebrawl", lo stesso CEO dell'azienda, Karthik Bala ha aggiunto che lo studio ha scelto il dodgeball come meccanica del gameplay perché era considerato uno sport "intuitivo". Il gioco è stato progettato per essere accessibile sia ai giocatori esperti che competono e sia ai nuovi giocatori. Il motore grafico Viper che sfrutta il gioco, è stato creato da Velan Studios, essi inoltre hanno sviluppato anche uno script di programmazione noto come V-script, il quale mira a ridurre l'input lag.
Electronic Arts ha annunciato a marzo 2019 di aver firmato un accordo editoriale con Velan Studios. È stato pubblicato sotto l'iniziativa degli EA Originals, il quale si occupa di sostenere i videogiochi indipendenti. Knockout City è stato annunciato ufficialmente durante il Nintendo Direct il 17 febbraio 2021. La versione beta del gioco si è tenuta dal 2 al 4 aprile 2021 per PC e console. Il gioco ospita anche il cross-platform fra le varie piattaforme (Microsoft Windows, Nintendo Switch, PlayStation 4, Xbox One, PlayStation 5 e Xbox Series X/S). Velan ha immaginato il gioco come un games as a service, un prodotto che verrà aggiornato con nuovi contenuti col trascorrere delle stagioni di gioco. Ogni stagione di fatto durerà circa nove settimane.
Ad aprile 2021, è stato annunciato che Knockout City sarebbe stato gratuito al lancio per gli abbonati di EA Play e Xbox Game Pass Ultimate. Successivamente è stato annunciato che il gioco sarebbe stato free-to-play solo dal 21 al 30 maggio 2021. Il gioco ha attirato 2 milioni di giocatori circa durante la sua prima settimana di debutto. Dopo la prova di lancio, Electronic Arts annunciò che il gioco sarebbe stato free-to-play fino a quando il giocatore non avesse raggiunto il livello 25.

## Accoglienza
Knockout City ha ricevuto recensioni generalmente positive durante il lancio, secondo Metacritic. Alcuni recensori hanno paragonato il gioco con Rocket Arena, un altro titolo pubblicato da Electronic Arts.